# Dikhil
Dikhil   este un oraș  în  partea de sud a statului Djibouti,  centru administrativ al regiunii  Dikhil.